# Maggie and the Ferocious Beast
Maggie and the Ferocious Beast (no Brasil, Maggie e a Besta Feroz e em Portugal, Guida e o Monstrinho) é um desenho animado estadunidense-canadense criado por Betty Paraskevas e ilustrado por Michael Paraskevas.
O desenho fala de Maggie, uma garotinha de apenas cinco anos de idade, que vai sempre visitar os seus amigos, a fera e Hamilton. A fera é a besta feroz da Maggie, muito gentil e simpática. A besta é toda amarela e tem manchas roxas. Já Hamilton é um ótimo cozinheiro que adora fazer bolinhos de abóbora.
A série Maggie e a besta feroz é baseada em livro e a produtora da série foi a rede de televisão produzido por Nelvana, Teletoon Productions e Nick Jr. Productions.

## Exibição

### No Brasil
No Brasil, foi exibido pela Discovery Kids com dublagem Brasileira.

### Em Portugal
Em Portugal, foi exibido pela RTP2 com Dobragem Portuguesa (Executada pelo Nacional Filmes), mais tarde foi exibido na KidsCo, com outra Dobragem Portuguesa (Executada por Dialectus)

## Episódios
- A lista abaixo não está completa. Os episódios abaixo estão disponíveis em DVD.

1. Minha única caixa
2. Contando as manchas
3. Uma receita para a encrenca
4. A banca de limonada
5. Andando de lado
6. O que há em um sorriso
7. Despeça-se dos seus problemas
8. O banho
9. A grande cenoura